# Великі магістри Тевтонського ордену

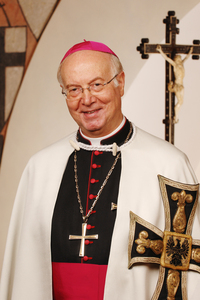
Бруно Платтер

Вели́кий магі́стр (лат. Magister generalis, «генеральний магістр») або Хохмáйстер (нім. Hochmeister, «верховний магістр») — титул і посада голови католицького лицарсько-чернечого Тевтонського Ордену (Ордену братів Німецького дому Святої Марії в Єрусалимі). Керівник внутрішньої та зовнішньої політики Ордену, Займається кадровими та іншими питаннями ордену. Обирається більшістю голосів з членів орденського капітулу. Відповідає великому магістру інших лицарських орденів або генералу (генералу-настоятелю) нелицарських орденів Католицької Церкви. Має статус абата. Підпорядковується безпосередньо Папі Римському. У німецькій мові, як правило, титул «верховний магістр» (Hochmeister) позначає лише голову Тевтонського ордену, в той час як титул «великий магістр» (Großmeister) використовується для окреслення голів інших лицарських орденів. В українській мові, зазвичай, в обох випадках використовують титул «великий магістр». Чинний великий магістр Ордену з 2018 року — Франк Баярд.

## Титул
- Ранній: Magister Hospitalis Sanctae Mariae Alemannorum Hierosolymitani (Господар німецького шпиталю Святої Марії в Єрусалимі).
- з 1216: Magister Hospitalis Domus Sanctae Mariae Teutonicorum Hierosolymitani (Господар тевтонського шпитального дому Святої Марії в Єрусалимі).

з 1219 окремо існував титул Magister Germaniae / Deutschmeister (Німецький магістр) — титул голови орденських земель у Священній Римській імперії (з 1381 року — також земель в Італії). Від 1494 року носій цього титулу отримав статус імперського князя. 1525 року за часів великого магістра Вальтера фон Кронберга цей титул об'єдали із титулом голови ордену, що став носити титул «верховний і німецький магістр» (Hoch- und Deutschmeister)).

## Герб
Герб Великого магістра — срібний щит із чорним хрестом; поверх хреста накладений золотий хрест (хрест-потент або хрест із ліліями). Посередині щита розташовано малий золотий щит із орлом Священної Римської імперії. Герб використовувався з середини XIII ст. Хрест із ліліями набув поширення з XV ст. За ранньомодерною легендою, 20 серпня 1250 року французький король Людовік IX надав цей герб магістру Тевтонського ордену як варіант єрусалимського хреста із французькими лілеями.

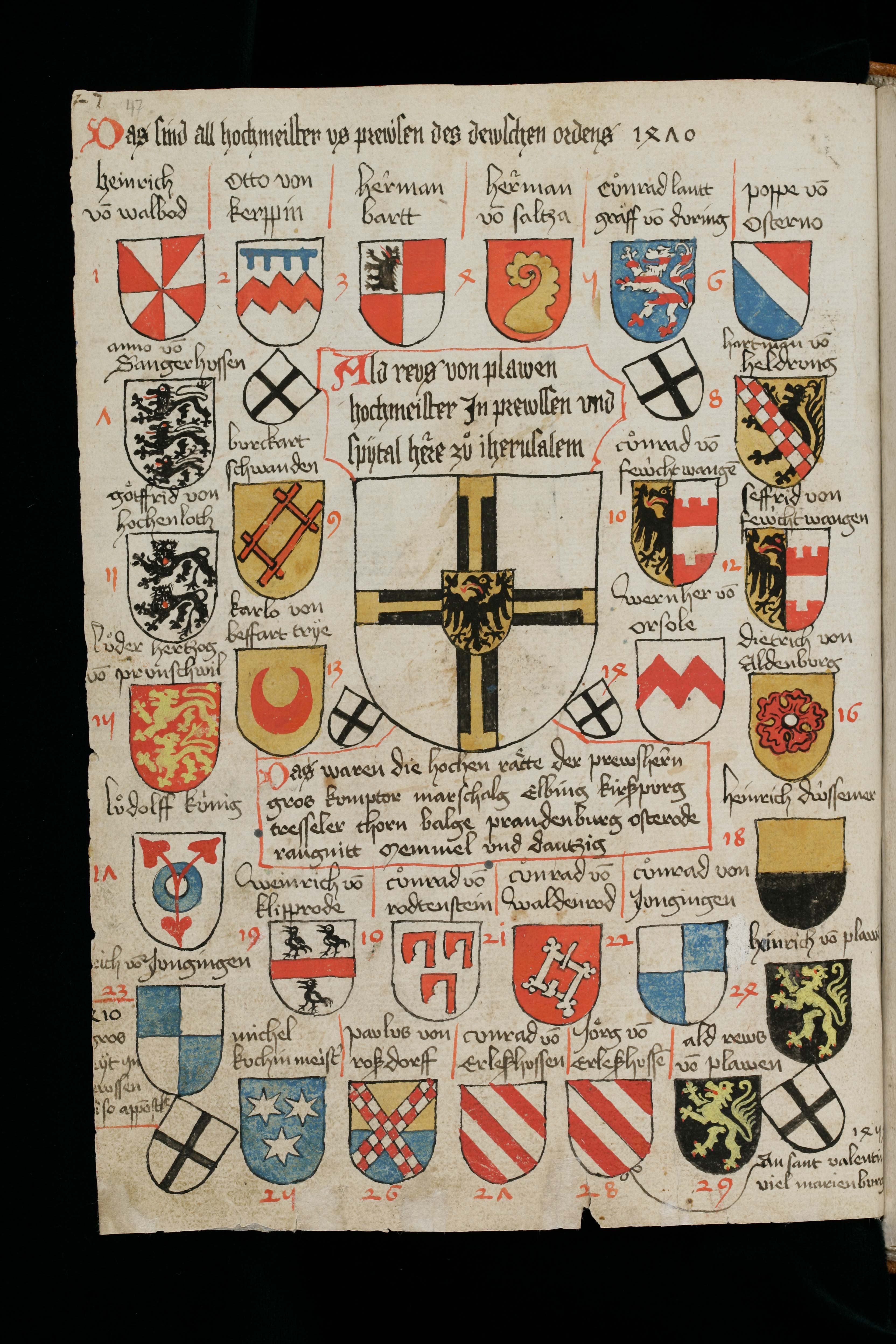
Малий герб з хрестом-потент 1470
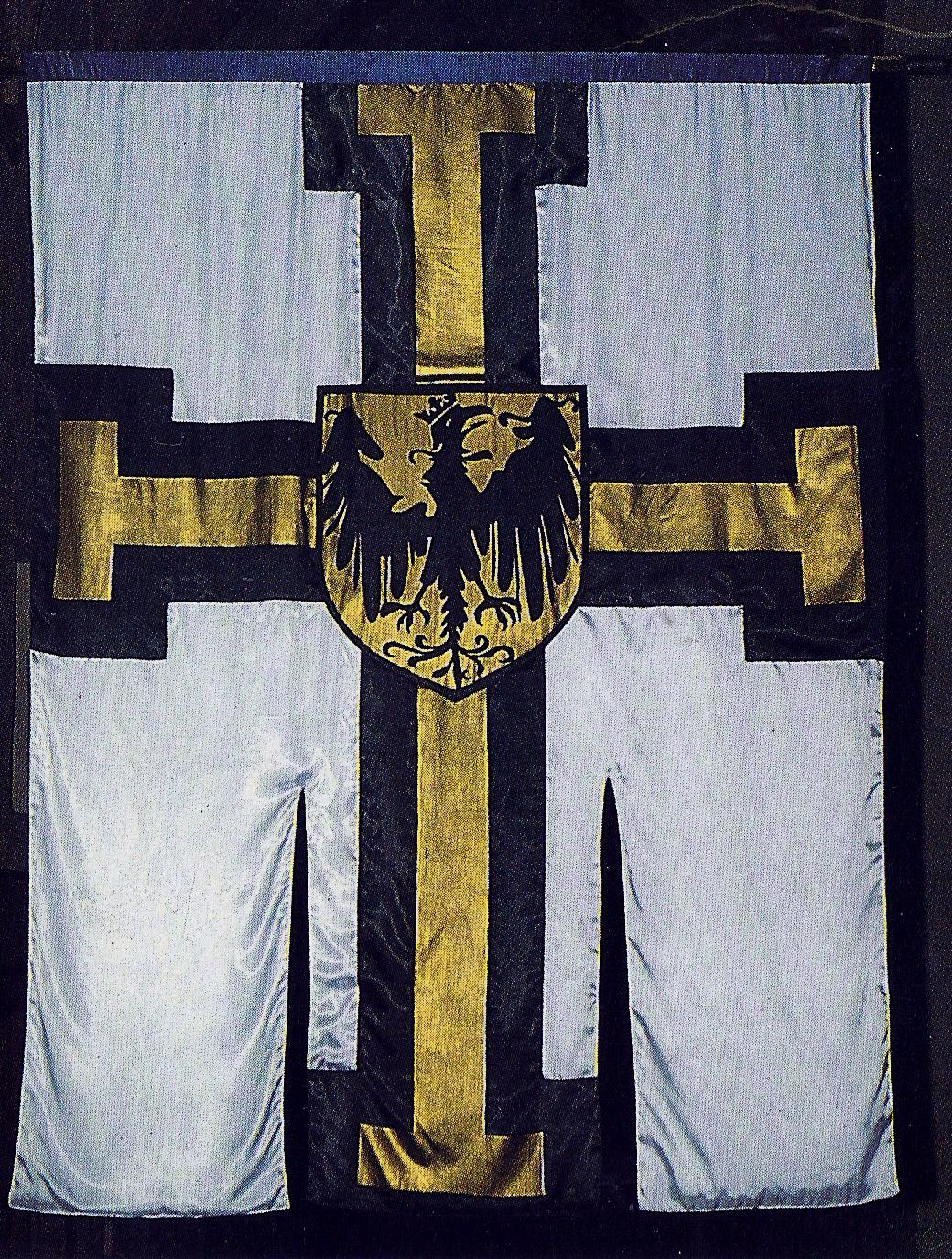
Штандарт великого магістра з гербом
Малий герб з ліліями
Шаблон єпископського гербу
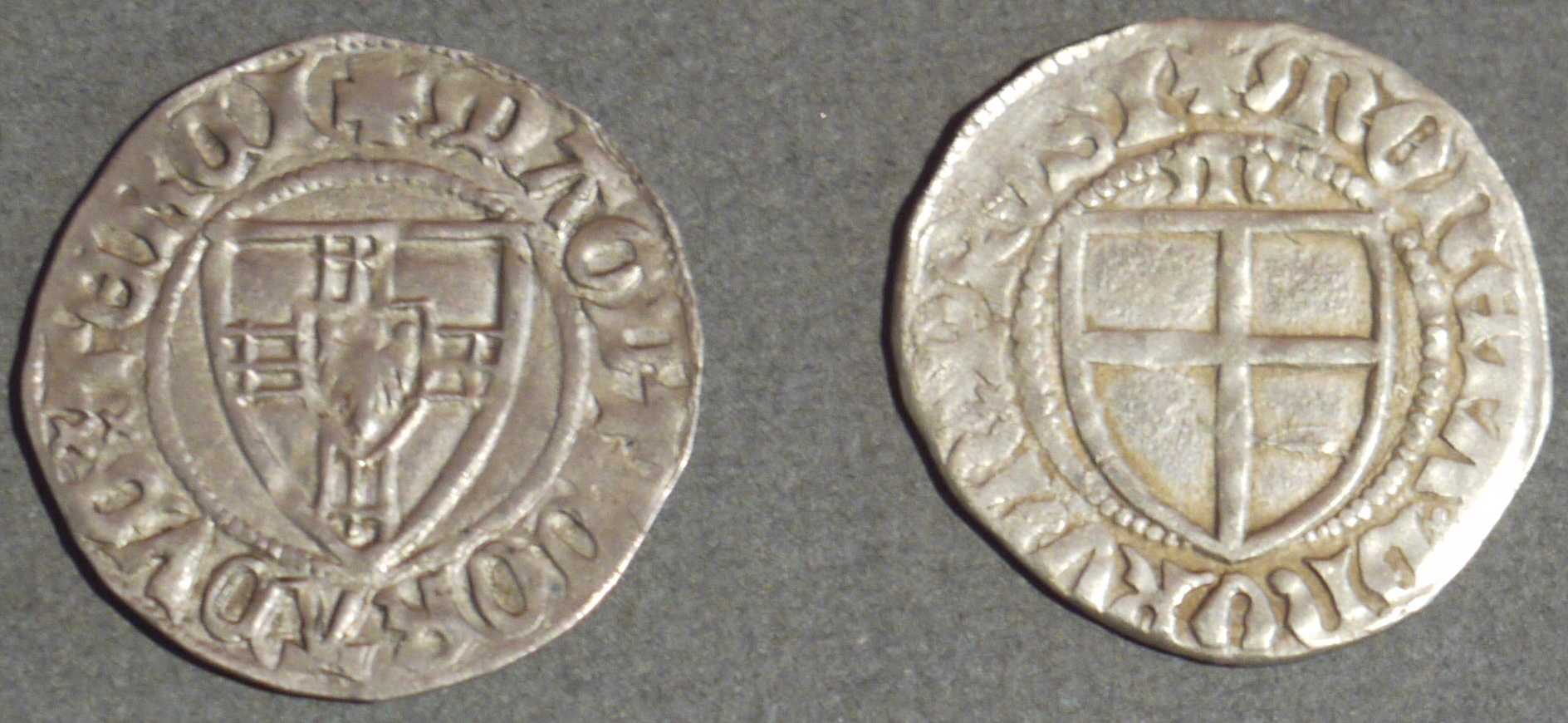
Шилінг з гербом магістра та Ордену

## Обрання
Після смерті великого магістра його заступник — Великий Комтур Ордену — скликав капітулу, що складався з 12 членів: 7 лицарів, 4 сержантів (братів без лицарського звання) і одного священика. Рішення приймалося більшістю голосів. Вибори проходили протягом трьох місяців після смерті (або відставки) Великого Магістра.

## Керівники госпітального братства (1190—1198)
Створенню лицарського ордену передувало госпітальне братство, створене для підтримки німецьких пілігримів в палестинських землях. Вважається, що засновники госпіталю надавали допомогу пораненим християнам в Акрі близько 1190 року. Відомості про цей етап історії Ордену не носять цілісного характеру.
- 1190 Зібранд (Sibrand) (засновник і перший керівник братства)
- 1190—1192 Конрад (Konrad), капелан герцога Фрідріха Швабського
- 1192 Герхард (Gerhard)
- 1193—1194 Генріх (Heinrich), prior (пріор)
- 1195 Ульріх (Ulrich)
- 1196—1198 Генріх (Heinrich), praeceptor (прецептор)

## Список
Місцеперебування столиці Ордена неодноразово змінювалося. Список Великих Магістрів побудований за хронологічним та географічним критеріями.

### Акра(1198— бл.1230)
Заснований в 1198 році на базі німецького госпіталю Орден знаходився під великим впливом «старших» лицарських орденів: госпітальєрів і тамплієрів. Головна відмінність Ордену від згаданих братств полягала в національному принципі. Якщо у старших орденів не було певної національної приналежності (хоча головну роль у них грали франкомовні лицарі), Тевтонський орден спочатку позиціонував себе як орден німецький (лат. Ordo Teutonicus, «Німецький Орден»).
Перші Великі Магістри відомі мало, але ними була проведена робота зі створення самостійного Ордену. Був прийнятий статут Ордену і сформована структура управління. Резиденція магістрів Акра була останнім містом в руках хрестоносців в Святій землі. Вона розташовувалася біля моря на перетині торгових шляхів. У 1230 році 4-й Великий Магістр Герман фон Зальца переніс резиденцію в замок Монфор.
| Ім'я                          | Німецькою                      | На посаді | Примітки                                  | Герб |
| ----------------------------- | ------------------------------ | --------- | ----------------------------------------- | ---- |
| Генріх Вальпот фон Бассенгайм | Heinrich Walpot von Bassenheim | 1198—1200 | Перший великий магістр, засновник ордену. |      |
| Отто фон Керпен               | Otto von Kerpen                | 1200—1208 | Зміцнив самостійність ордену.             |      |
| Генріх фон Тунна (Барт)       | Heinrich von Tunna             | 1208—1209 | Продовжував політику Отто фон Керпена.    |      |
| Герман фон Зальца             | Hermann von Salza              | 1209—1239 | Переніс столицю ордену в замок Монфор     |      |

### Замок Монфор(1230-1271)
| Ім'я                    | Німецькою                | На посаді | Примітки                             | Герб |
| ----------------------- | ------------------------ | --------- | ------------------------------------ | ---- |
| Конрад Тюринзький       | Konrad von Thüringen     | 1239—1240 |                                      |      |
| Герхард фон Мальберг    | Gerhard von Malberg      | 1240—1244 |                                      |      |
| Генріх фон Гогенлое     | Heinrich von Hohenlohe   | 1244—1249 |                                      |      |
| Гюнтер фон Вюллерслєбен | Gunther von Wüllersleben | 1249—1252 |                                      |      |
| Поппо фон Остерна       | Poppo von Osterna        | 1252—1256 |                                      |      |
| Анно фон Зангергаузен   | Anno von Sangerhausen    | 1256—1273 | Переніс столицю ордену назад в Акру. |      |

### Акра(1271-1291)
| Ім'я                    | Німецькою               | На посаді | Примітки | Герб |
| ----------------------- | ----------------------- | --------- | -------- | ---- |
| Гартман фон Гельдрунген | Hartmann von Heldrungen | 1273—1283 |          |      |
| Бурхард фон Шванден     | Burchard von Schwanden  | 1283—1290 |          |      |

### Венеція(1291-1309)
| Ім'я                    | Німецькою                  | На посаді | Примітки                                                | Герб |
| ----------------------- | -------------------------- | --------- | ------------------------------------------------------- | ---- |
| Конрад фон Фойхтванген  | Konrad von Feuchtwangen    | 1291—1296 | Переніс столицю ордену у Венецію.                       |      |
| Готфрід фон Гогенлое    | Gottfried von Hohenlohe    | 1297—1303 |                                                         |      |
| Зігфрід фон Фойхтванген | Siegfried von Feuchtwangen | 1303—1311 | В 1309 у переніс столицю ордену в Пруссію в Марієнбург. |      |

### Марієнбург(1309—1457)
| Ім'я                             | Німецькою                         | На посаді | Примітки |
| -------------------------------- | --------------------------------- | --------- | -------- |
| Карл фон Трір                    | Karl von Trier                    | 1311—1324 |          |
| Вернер фон Орзельн               | Werner von Orseln                 | 1324—1330 |          |
| Лютер фон Брауншвейг             | Luther von Braunschweig           | 1331—1335 |          |
| Дітріх фон Альтенбург            | Dietrich von Altenburg            | 1335—1341 |          |
| Людольф Кеніг фон Ватзау         | Ludolf König von Wattzau          | 1342—1345 |          |
| Генріх Дуземер                   | Heinrich Dusemer                  | 1345—1351 |          |
| Вінріх фон Кніпроде              | Winrich von Kniprode              | 1352—1382 |          |
| Конрад Целльнер фон Ротенштайн   | Konrad Zöllner von Rotenstein     | 1382—1390 |          |
| Конрад фон Валленроде            | Konrad von Wallenrode             | 1391—1393 |          |
| Конрад фон Юнгінген              | Konrad von Jungingen              | 1393—1407 |          |
| Ульріх фон Юнгінген              | Ulrich von Jungingen              | 1407—1410 |          |
| Генріх фон Плауен                | Heinrich von Plauen               | 1410—1413 |          |
| Міхаель Кюхмайстер фон Штернберг | Michael Küchmeister von Sternberg | 1414—1422 |          |
| Пауль фон Русдорф                | Paul von Rusdorf                  | 1422—1441 |          |
| Конрад фон Ерліхсгаузен          | Konrad von Erlichshausen          | 1441—1449 |          |

### Кенігсберг(1457-1525)
| Ім'я                          | Німецькою                        | На посаді | Примітки                                    |
| ----------------------------- | -------------------------------- | --------- | ------------------------------------------- |
| Людвіг фон Ерліхсгаузен       | Ludwig von Erlichshausen         | 1450—1467 | У 1457 році був змушений перенести столицю. |
| Генріх Рейсс фон Плауен       | Heinrich Reuß von Plauen         | 1469—1470 |                                             |
| Генріх Реффле фон Ріхтенберг  | Heinrich Reffle von Richtenberg  | 1470—1477 |                                             |
| Мартін Трухзес фон Ветцгаузен | Martin Truchsess von Wetzhausen  | 1477—1483 |                                             |
| Йоганн фон Тіфен              | Johann von Tiefen                | 1489—1497 |                                             |
| Фрідріх Саксонський           | Friedrich von Sachsen            | 1498—1510 |                                             |
| Альбрехт фон Гогенцолерн      | Albrecht von Brandenburg-Ansbach | 1511—1525 | скасував Орден в Пруссії; став герцогом     |

### Мергентгайм(1525—1809)
Орден продовжив своє існування поза межами Пруссії після 1525 року, втративши колишню силу і вплив. Резиденцією верховної влади ордену стало місто Мергентгайм. Великий магістр став іменуватися великий і німецький магістр (формулювання проіснувало до 1929), але коротка назва Великий магістр і далі була у вжитку. Через ослаблення ордену, у пошуках додаткових ресурсів для існування, відбувається зближення ордену з імператорами Священної Римської імперії. Після того, як у 1590 імператор Рудольф II фактично призначає на посаду великого магістра свого брата Максиміліана III Австрійського, орден повністю потрапляє під вплив династії Габсбургів. Після цього аж до 1923 Габсбурги керували діяльністю ордену або безпосередньо призначаючи керувати орденом членів своєї сім'ї, або призначаючи своїх наближених. Багато хто з великих магістрів одночасно з цим займали інші посади в Імперії, в основному єпископів. Орден взяв активну участь в Тридцятилітній війні (1618-1648).
| Ім'я                                | Німецькою                          | На посаді | Примітки                                                                    |
| ----------------------------------- | ---------------------------------- | --------- | --------------------------------------------------------------------------- |
| Вальтер фон Кронберг                | Walther von Cronberg               | 1527—1543 | Переніс резиденцію ордену в Мергентгайм.                                    |
| Вольфганг Шутцбар Мільхлінг         | Wolfgang Schutzbar                 | 1543—1566 |                                                                             |
| Георг Гунд фон Венкгайм             | Georg Hund von Wenkheim            | 1566—1572 |                                                                             |
| Генріх фон Бобенгаузен              | Heinrich von Bobenhausen           | 1572—1590 | Був змушений піти у відставку через розбіжності з імператором Рудольфом II. |
| Максиміліан Австрійський            | Maximilian von Österreich          | 1590—1618 | Перший представник династії Габсбургів                                      |
| Карл Австрійський                   | Karl von Innerösterreich           | 1619—1624 | Двоюрідний брат Максиміліана.                                               |
| Йоганн Ойстах фон Вестернах         | Johann Eustach von Westernach      | 1625—1627 |                                                                             |
| Йоганн Каспар фон Штадіон           | Johann Kaspar von Stadion          | 1627—1641 | Один з командувачів імператорськими військами в Тридцятилітній війні.       |
| Леопольд Вільгельм Австрійський     | Leopold Wilhelm von Österreich     | 1641—1662 | Племінник Карла. штатгальтер іспанських Нідерландів (1647—1656).            |
| Карл Йозеф Австрійський             | Karl Joseph von Österreich         | 1662—1664 | Племінник Леопольда Вільгельма.                                             |
| Йоганн Каспар фон Ампрінген         | Johann Caspar von Ampringen        | 1664—1684 |                                                                             |
| Людвіг Антон фон дер Пфальц-Нойбург | Ludwig Anton von der Pfalz-Neuburg | 1684—1694 |                                                                             |
| Франц Людвіг фон дер Пфальц-Нойбург | Franz Ludwig von der Pfalz-Neuburg | 1694—1732 | Молодший брат Антона Людвіга.                                               |
| Клеменс Август Баварський           | Clemens August von Bayern          | 1732—1761 |                                                                             |
| Карл Лотаринзький                   | Karl Alexander von Lothringen      | 1761—1780 |                                                                             |
| Максиміліан Франц Австрійський      | Maximilian Franz von Österreich    | 1780—1801 | Племінник Карла Олександра Лотаринзького.                                   |
| Карл Людвіг Австрійський            | Karl von Österreich-Teschen        | 1801—1804 | Племінник Максиміліана.                                                     |

### Відень(1809—1923)
| Ім'я                           | Німецькою                             | На посаді | Примітки                                                                        |
| ------------------------------ | ------------------------------------- | --------- | ------------------------------------------------------------------------------- |
| Антон Віктор Австрійський      | Anton Viktor von Österreich           | 1804—1835 | Молодший брат Карла Людвіга.                                                    |
| Максиміліан Йозеф Австрійський | Maximilian Joseph von Österreich-Este | 1835—1863 | Племінник Максиміліана Франца, двоюрідний брат Карла Людвіга та Антона Людвіга. |
| Вільгельм Австрійський         | Wilhelm von Österreich                | 1863—1894 | Син Карла Людвіга.                                                              |
| Ойген Австрійський             | Eugen von Österreich-Teschen          | 1894—1923 | Племінник Вільгельма. Останній глава лицарського ордену.                        |

### Відень(з 1923)
В 1923 році орден втратив статус лицарського і став клерикальним. Проводить благодійну, економічну та наукову діяльністю.
| Ім'я             | Німецькою            | На посаді                        | Примітки |
| ---------------- | -------------------- | -------------------------------- | -------- |
| Норберт Кляйн    | Norbert Johann Klein | 1923—1933                        |          |
| Пауль Гайдер     | Paul Heider          | 1933—1936                        |          |
| Роберт Шельцкий  | Robert Schälzky      | 1936—1948                        |          |
| Маріан Тумлер    | Marian Tumler        | 1948—1970                        |          |
| Ільдефонс Паулер | Ildefons Pauler      | 1970—1988                        |          |
| Арнольд Віланд   | Arnold Wieland       | 29 серпня 1988—25 серпня 2000    |          |
| Бруно Платтер    | Bruno Platter        | з 25 серпня 2000- 22 серпня 2018 |          |
| Франк Баярд      | Frank Bayard         | з 2018                           |          |